# Edition Va Bene
Edition Va Bene ist ein 1991 von Walter Weiss gegründeter österreichischer Verlag mit Sitz in Klosterneuburg und Wien. Bis Dezember 2014 wurden 288 Titel veröffentlicht. Auch zwei Titel von Bernd Weikl gehören ins Verlagsprogramm der Edition Va Bene. Im Juni 2018 wurde die Geschäftstätigkeit eingestellt.

## Autoren
Autoren bei Va Bene waren und sind vorwiegend österreichische Intellektuelle, Künstler, Journalisten und Publizisten wie Christine Bauer-Jelinek, Heiner Boberski, Udo Fischer, Helmut A. Gansterer, Adolf Holl, Herbert Kohlmaier, Lore Krainer, Lucian O. Meysels, Fritz Muliar, Peter Planyavsky, Paul Sailer-Wlasits, Gerhard Schwarz, Peter Stiegnitz, Gerald Szyszkowitz, Günter Tolar und Alfred Worm.